# Sankt Maurenzen

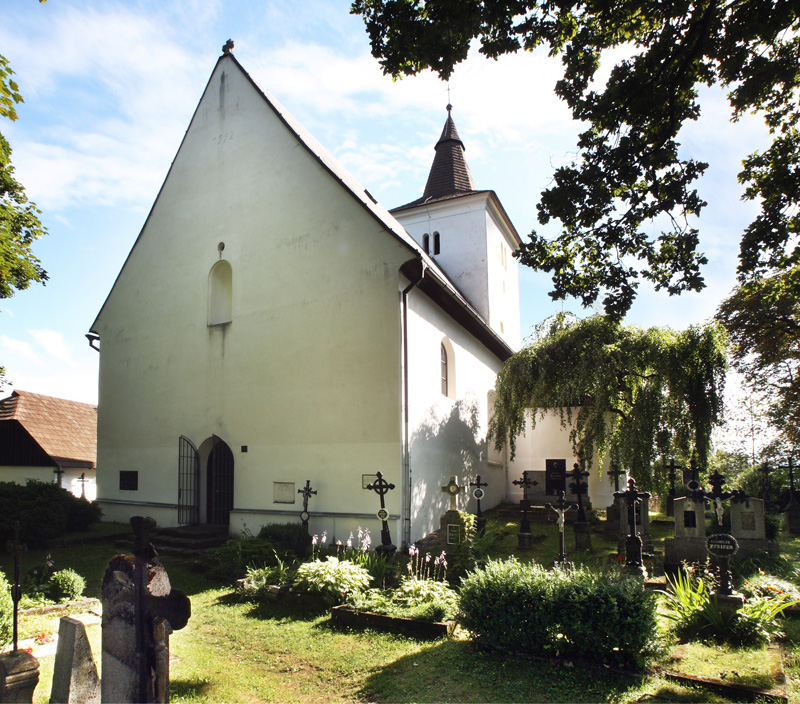
St. Maurenzen im Böhmerwald

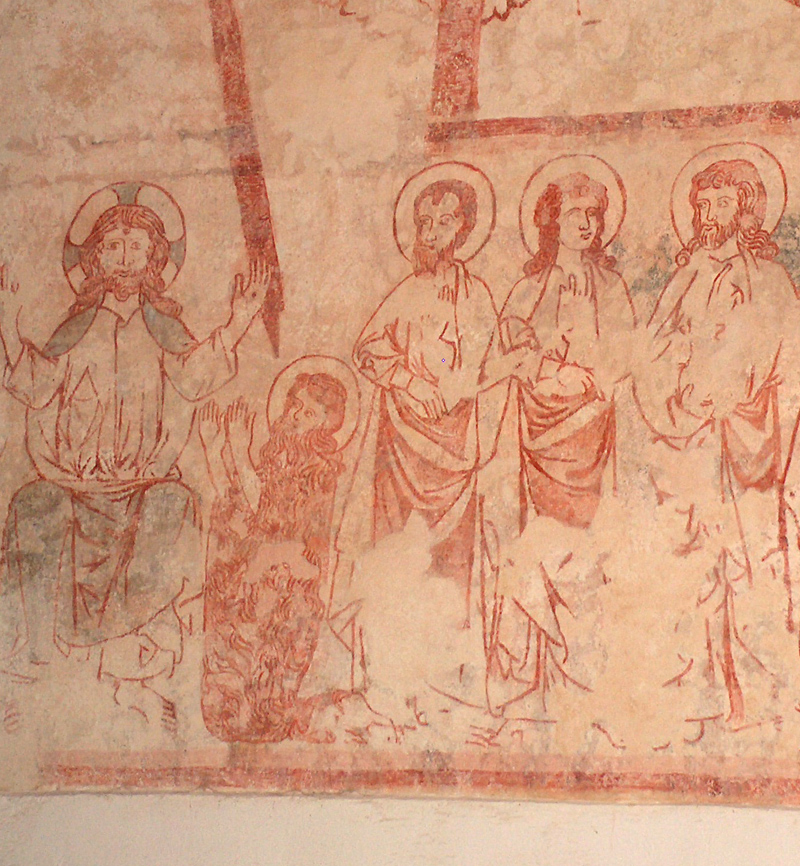
Die mittelalterlichen Fresken sind auf die Zeit 1310/1320 datiert

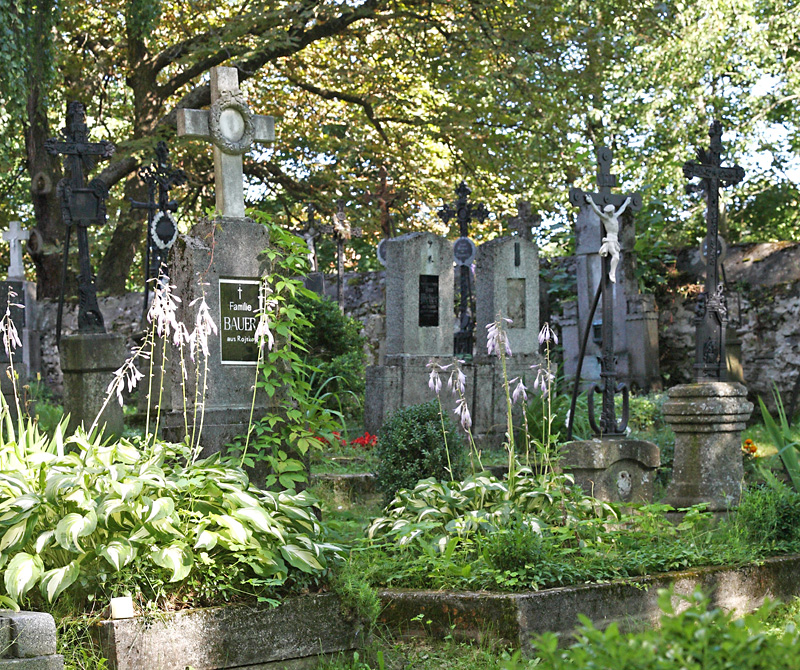
Teilansicht des Friedhofes um die Kirche

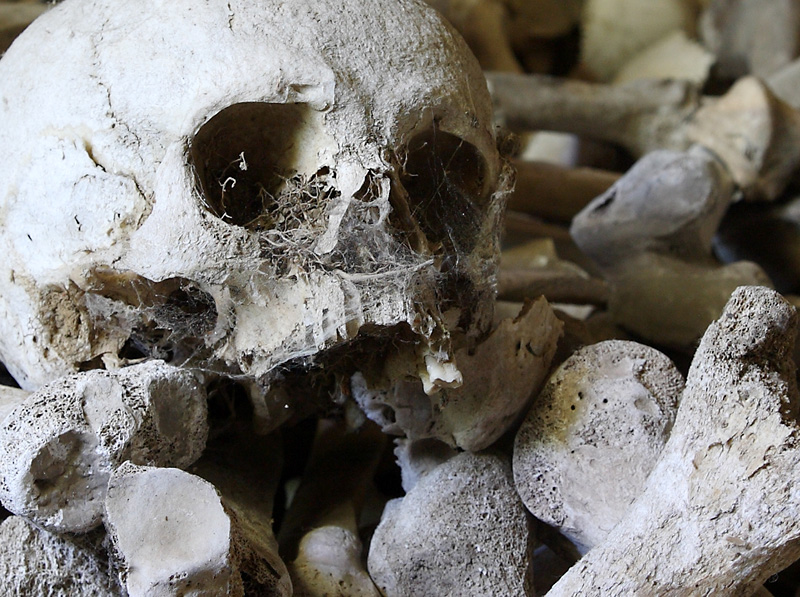
Gebeine längst Verstorbener im Beinhaus neben der Kirche

Sankt Maurenzen (tschechisch Kostel svatého Mořice) ist eine mittelalterliche Wehrkirche und frühere Pfarrei in Mouřenec (Maurenzen) auf dem Gebiet der Gemeinde Dlouhá Ves in Tschechien.

## Geographie
Die Kirche befindet sich im Böhmerwald oberhalb der Ortschaften Rajsko (Roisko) und Annín (Annathal) in 620 m Höhe auf einem von drei Seiten von der Otava umflossenen Bergvorsprung.

## Geschichte
St. Maurenzen ist eine der ältesten Kirchen im Böhmerwald. Ihre Ursprünge gehen vermutlich auf den hl. Gunther zurück, der wenige Kilometer westlich am Gunthersberg als Einsiedler lebte. Die beherrschende Lage über der Flussschleife spricht dafür, dass hier zuvor schon eine Befestigungsanlage bestanden hatte. Der heutige Kirchenbau wurde um 1230 errichtet und dem hl. Mauritius geweiht. Enge Beziehungen bestanden zum niederbayerischen Benediktinerkloster Niederaltaich, dessen Kirche dasselbe Patrozinium trägt. Die erste urkundliche Erwähnung datiert vom Jahr 1360.
Bis zur Vertreibung der deutschen Böhmerwäldler war St. Maurenzen die Pfarrkirche für die umliegenden Dörfer und Weiler. Nach 1946 war sie dem Verfall preisgegeben. Seit 1991 wurde das Baudenkmal auf Initiative eines deutschen Förderkreises in Zusammenarbeit mit tschechischen Firmen restauriert. Die 1993 vom Budweiser Bischof Antonín Liška neu geweihte Kirche soll als deutsch-tschechische Begegnungsstätte dienen. Es finden seither mehrmals jährlich zweisprachige Gottesdienste statt.

## Beschreibung
Der im Kern spätromanische Sakralbau wird von einem gedrungenen Viereckturm dominiert, der noch aus der Gründungszeit des 13. Jahrhunderts stammt. Das Kirchenschiff wurde in schlichten frühgotischen Formen errichtet, im Inneren entdeckte Fresken werden auf das frühe 14. Jahrhundert datiert. Aus dieser Zeit ist auch eine 1329 gegossene Glocke erhalten, die den Einschmelzaktionen in den beiden Weltkriegen entging. Das Geläut wurde 2003 um zwei neue Glocken ergänzt, die in der Glockengießerei Rudolf Perner in Passau gefertigt wurden. Dendrochronologischen Untersuchungen zufolge erhielt die Kirche im Jahr 1542 ein neues Dach. 
Die barocke Ausstattung ging nach dem Zweiten Weltkrieg weitgehend verloren, sie wurde im Zuge der Restaurierungen 1991 bis 1993 wiederhergestellt. Eine Besonderheit der Wehrkirche ist das in den Mauerring integrierte Beinhaus. Um die Kirche befindet sich der Friedhof der früheren Pfarrei.